# Anchawadi
Anchawadi es una comuna o municipio del círculo de Gao de la región de Gao, en Malí. En abril de 2009 tenía una población censada de 20 559 habitantes.
Se encuentra ubicada en el centro de la región, cerca de la orilla del río Níger.